# Лачино
Лачино (рос. Лачино) — присілок в Хвойнинському районі Новгородської області Російської Федерації.
Населення становить 5 осіб. Входить до складу муніципального утворення Остахновське сільське поселення.

## Історія
Від 2005 року входить до складу муніципального утворення Остахновське сільське поселення

## Населення
| 2009 | 2010 |
| ---- | ---- |
| 3    | ↗5   |